# Qimei

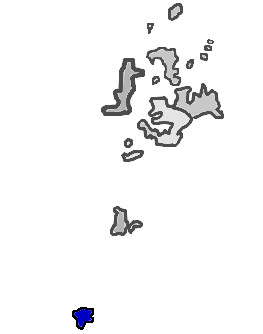
Le canton de Qimei au sein du comté de Penghu

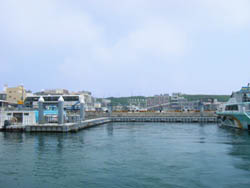
Canton de Qimei

Qimei (Chinois traditionnel: 七美鄉; pinyin: Qīměi Xiāng; Pe̍h-ōe-jī: Chhit-bí Hiong)) est un canton rural situé dans le comté de Penghu à Taiwan. Les îles inhabitées de Mao Yu et de Cao Yu à l'ouest sont également sous sa juridiction.

## Toponymie
Qimei était autrefois une île nommée « île du Sud », « Grande île », etc.. Au cours de la colonisation japonaise, l'île fut administrée sous le nom de « village de Taishō », appartenant à la sous-préfecture de Moan et à la préfecture de Hōko[réf. nécessaire].
Après la rétrocession de Taiwan au gouvernement du Kuomintang, l'île a été rebaptisée « Qimei », en 1949, pour commémorer un récit historique (七美人塚 (zh)) de la Dynastie des Ming, dans lequel sept femmes se sont suicidées après l'attaque de pirates Japonais[réf. nécessaire]. Le nom de l'île évoque sept belles choses en tant qu'attractions touristiques : le paysage, la mer, les produits du terroir, le cœur du peuple, la géologie, l'architecture et l'histoire.

## Géographie
L'île de Qimei, peuplée d'environ 3 754 habitants[Quand ?], a une superficie de 6,99 km2 doté d'un littoral de 14,4 kilomètres. Composée principalement de formations basaltiques, l'île de Qimei est la cinquième plus grande île de l'archipel des Pescadores. Concernant sa juridiction, la municipalité de Qimei est la plus petite du comté de Penghu.

## Subdivisions administratives
- Tunghu
- Xihu
- Zhonghe
- Pinghe
- Haifeng
- Nangang

## Attractions touristiques
- Coeur-double de pierres empilées
- Petit Taiwan
- Phare de Qimei

## Transport
- Aéroport de Qimei